# Sønderup Sogn (Slagelse Kommune)
Sønderup Sogn 
ist eine Kirchspielsgemeinde (dän.: Sogn)
auf der Insel Sjælland im südlichen Dänemark.
Bis 1970 gehörte sie zur Harde Slagelse Herred im damaligen Sorø Amt, danach zur Slagelse Kommune im Vestsjællands Amt, die im Zuge der  Kommunalreform zum 1. Januar 2007 in der „neuen“ Slagelse Kommune in der Region Sjælland aufgegangen ist.
Im Kirchspiel leben 424 Einwohner, davon 0 im Kirchdorf (Stand: 1. Januar 2023).
Im Kirchspiel liegt die Kirche „Sønderup Kirke“.
Nachbargemeinden sind im Nordosten Nordrupvester Sogn, im Südosten Sorterup Sogn, im Süden Gudum Sogn und Nørrevang Sogn und im Westen Havrebjerg Sogn, ferner in der nördlich benachbarten Kalundborg Kommune Solbjerg Sogn und Ørslev Sogn.